# Маріно Ольга Вікторівна
Ольга Вікторівна Маріно́ (нар. 24 березня 1955, Мукачево) — українська художниця декоративного текстилю; член Спілки дизайнерів України з 1996 року (у 2006—2013 роках Голова Правління Київського територіального міського осередку; нині член Правління) та Київської організації Національної спілки художників України з 2006 року. Заслужений діяч мистецтв України з 2008 року.

## З біографії
Народилася 24 березня 1955 року в місті Мукачево Закарпатської області (нині Україна). 1983 року закінчила факультет теорії та історії мистецтва Київського художнього інституту.

## Творчість
Авторка гобеленів, міні-гобеленів, колажів, інсталяцій, експериментальної текстильної пластики, артоб'єктів. Серед робіт:
- колажі: «Блакитна фреска» (1997), «Усупереч ночі» (1998), поліптих «Жниварські пісні» (2006), «Стан літа» (2009);
- гобелени: «Порожність самотності» (1997), «Ландшафт райського міста» (2003), «Полювання на перламутр» (2004), диптих «Світле свято» (2007), «Всесвіт» (2010), «Червона рута» (2011), «А риби все знають», «Звуки джамбе» (обидва — 2012), «Енергія благополуччя» (2013); серія гобеленів «У просторі квадрата» (2004);
- ліжник «Сучасна верета» (2000);
- артоб'єкти: «Збирання золотого дощу» (2007), «7 × 12» (2013), «Ти не один. Я поруч» (2016).

Учасниця всеукраїнських художніх виставок з 1993 року, зокрема:
- Всеукраїнського арт-проєкту «Декоративне мистецтво України кінця ХХ століття. 200 імен» у Києві (2003) та Парижі (2004);
- Всеукраїнського трієнале художнього текстилю у Києві (від 2004);
- Міжнародної україно-японської виставки художнього текстилю у Херсоні (2011)

Персональні виставки відбулися у Києві у 1997—1999, 2001, 2003, 2005, 2010 роках, Відні у 1998 році, Афінах у 2004 році, Чернівцях у 2010 році.
Авторка статті в Енциклопедії сучасної України про Марію Барміну.